# Тея (планета)
Вижте пояснителната страница за други значения на Тея.
Тея (Theia) е неофициалното име на хипотетична протопланета.
Според хипотезата за гигантски сблъсък движението на Тея (с размера на Марс) довежда до възникването на Луната, след като избива маса от Земята при сблъсъка си с нея преди около 4,5 милиарда години.
Протопланетата е наречена на титанидата Тея от древногръцката митология, която според мита е майка на Селена – Луната.